# Heidi Johansen
Heidi Johansen (* 9. Juni 1983; ⚭ Heidi Elgaard Johansen) ist eine ehemalige dänische Fußballspielerin und Torwarttrainerin, die erste und bislang einzige im dänischen Seniorenbereich.

## Spielerkarriere

### Vereine
Johansen begann beim örtlichen Sportverein in Sønderborg mit dem Fußballspielen. Am 1. August 1999 wurde sie vom Odense BK verpflichtet, für den sie in der Elitedivisionen, der seinerzeit höchsten Spielklasse im dänischen Frauenfußball, zu Einsätzen als Torhüterin gekommen ist. Am 1. August 2003 in die Region Nordjylland gelangt, spielte sie fortan für die in Hjørring ansässige Fortuna – bis 2013. Mit der Mannschaft gewann sie zweimal die Meisterschaft und zweimal den nationalen Vereinspokal, der 2006 mit einem 5:1-Finalsieg über den Skovbakken IK im Hjørring Stadion gewonnen wurde, wie auch 2008 mit dem 4:0-Sieg über den SønderjyskE Fodbold im Parken-Stadion in Kopenhagen. Von Mitte Juni bis zum 9. Juli 2007 kam sie als Leihspielerin für den norwegischen Erstligisten Asker Fotball, die Frauenfußballmannschaft des Asker SK, zum Einsatz, da die ehemalige Trainerin von Fortuna Hjørring, Eli Landsem, sich an diesen gewandt hatte und Ersatz für Ingrid Hjelmseth benötigte, die sich im Training eine schwere Knieverletzung zugezogen hatte.

### Nationalmannschaft
Johansen spielte zunächst von 1999 bis 2003 für die Nachwuchsnationalmannschaften der DBU der Altersklassen U17, U19 und U21 und bestritt insgesamt 30 Länderspiele. Bereits am 27. August 2000 kam sie in Aachen bei der 0:7-Niederlage im Freundschaftsspiel gegen die A-Nationalmannschaft Deutschlands in der A-Nationalmannschaft zu ihrem Debüt. Ihre folgenden 79 A-Länderspielen wurden durch 13 weitere Freundschaftsspiele, 14 EM- und 19 WM-Qualifikationsspiele, sieben EM- (4 2001, 3 2009) drei WM-Endrundenspiele (2007), das Hinspiel in der Olympia-Qualifikation (2:4 vs. Schweden; am 8. November 2007 in Viborg), fünf Spiele (2; 2006 Peace Queen Cup, 3; 2010 in Coquimbo, Chile) bei ihren zwei Teilnahmen an Internationalen Turnieren und 17 Turnierspiele bei ihren acht Teilnahmen am Turnier um den Algarve-Cup abgedeckt. Ihr 80. Länderspiel bestritt sie am 20. Juni 2012 in Vejle beim 1:0-Sieg über die Nationalmannschaft Tschechiens mit dem sechsten Spiel der EM-Qualifikationsgruppe 7.

### Erfolge
Nationalmannschaft
- Algarve-Cup-Finalist 2001, 2007, 2008

Fortuna Hjørring
- Dänischer Meister 2009, 2010
- Dänischer Pokal-Sieger 2006, 2008

## Auszeichnung
- Fußballspielerin des Jahres in Dänemark 2002

## Trainerkarriere
Im Januar 2019 wurde Johansen als Torwarttrainerin für die erste Mannschaft von HB Køge eingestellt; damit ist sie Dänemarks erste und bisher einzige weibliche Trainerin im professionellen Männerfußball und hatte HB Køge im Sturm erobert. Anfang Dezember 2019 wurde ihre Zusammenarbeit mit dem Verein ausgedehnt, da die Erwartungen an sie durch die Führung mehr als bestätigt wurde. Johansen wurde im Jahr 2020 als Trainerin des Jahres ausgezeichnet.
Mit Ablauf der Saison 2021/22 endete ihre Tätigkeit als Torwarttrainerin beim HB Køge, da sie sich entschieden hatte, nach Abschluss der laufenden Saison zurückzutreten, da sie die Tätigkeit bei HB Køge nicht mehr mit der Position bei der DBU vereinbaren kann, für die sie die Torhüterinnen der Frauen-Nationalmannschaft trainiert. Diese Tätigkeit beendete sie vier Jahre später.